# Fernando Velasco
Fernando Nilson Velasco (Belém, 1º de abril de 1942) é um advogado e político brasileiro filiado ao Movimento Democrático Brasileiro (MDB). Foi vereador e vice-prefeito de Belém e deputado federal pelo Pará.

## Biografia
Filho de Neuzalina do Couto Velasco, formou-se bacharel em Direito pela Universidade Federal do Pará em 1967.
Militante do MDB e posteriormente do PMDB, foi eleito vereador em Belém em 1968 e 1972, afastando-se provisoriamente da vida pública ao final do mandato, para assumir funções de chefia no Banco da Amazônia.
Foi presidente do Instituto de Terras do Pará (1983-1985) no primeiro governo Jader Barbalho, renunciou e foi eleito vice-prefeito de Belém em 1985 na chapa de Coutinho Jorge.
Foi eleito deputado federal em 1986, participando da Assembleia Nacional Constituinte que elaborou a Constituição de 1988.
Em novembro daquele ano foi candidato a prefeito de Belém, sendo derrotado por Sahid Xerfan.
Não se reelegeu deputado federal em 1990, mas ocupou novamente a presidência do Instituto de Terras do Pará (1991-1995) no período correspondente ao segundo governo Jader Barbalho e ao governo Carlos Santos.